# Uniceja

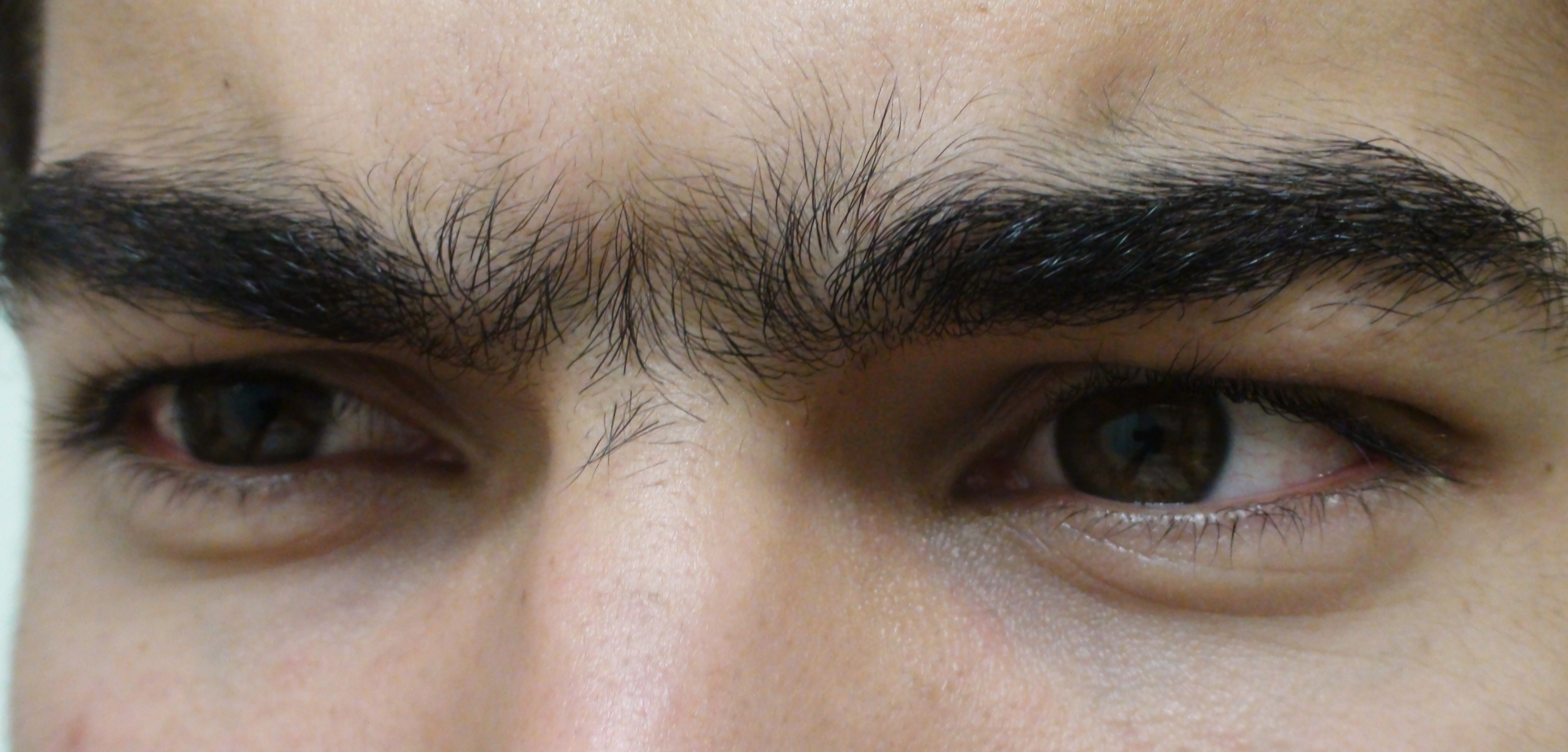
Uniceja masculina

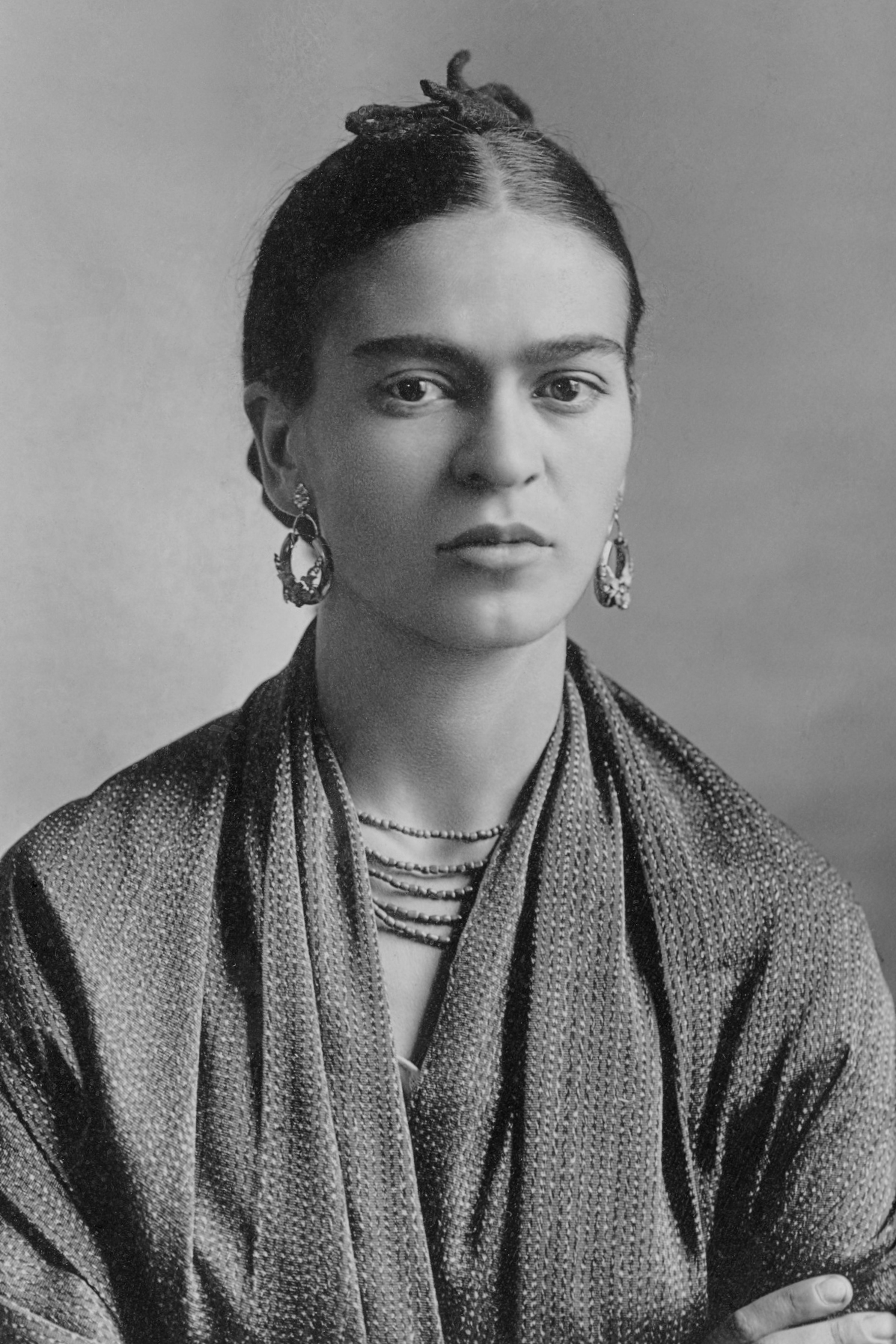
Frida Kahlo es considerada como un ícono de la uniceja femenina.

La uniceja, cejuntura o monoceja es la presencia de una sola ceja como resultado de la confluencia de pelo entre las dos cejas por sobre el puente o dorso de la nariz (entrecejo). El término médico para la aparición de pelo en el entrecejo, produciéndose así sinofridia. En el análisis genético, la uniceja es un rasgo recesivo, y está asociado a mutaciones en el gen PAX3, en el cromosoma 2q36.1 La persona que posee esta cualidad se denomina: cejijunto.

## Cultura y belleza
Las diferentes valoraciones que se le ha dado a la uniceja depende de cada cultura y época determinada. En la cultura occidental contemporánea, la uniceja femenina es menos tolerada que la uniceja en el hombre, aludiendo razones estéticas o tendencias de moda, siendo inclusive categorizada por algunos estereotipos como un rasgo propio de la masculinidad asociada a altos índices de testosterona.

### Mundo antiguo
En ciertas sociedades del mundo antiguo, la uniceja era considerada como un elemento de la belleza facial. Las mujeres en la Antigua Grecia se delineaban una marcada uniceja negra como objeto de belleza femenina, incluso pintándose o colocándose pelo postizo en el entrecejo para lograr esa apariencia.

## Distribución
Un estudio realizado en Europa encontró que alrededor del 2-5% de la población tiene uniceja. En Medio Oriente y Norte de África, la frecuencia de la uniceja se estima en 10-20%.11% entre la población de omán.Algunas poblaciones indígenas de América presentan una frecuencia de la uniceja hasta del 50%.